# Gorishoek
Gorishoek (Zeeuws: Goris-oek) is een buurtschap op het eiland Tholen in de provincie Zeeland. De buurtschap ligt aan de Oosterschelde en de Pluimpot ten zuidwesten van Scherpenisse en Westkerke, rondom de Gorishoeksedijk, Hartogsweg en de Havenweg.
In het hoogseizoen is er een fiets- en voetveer tussen Gorishoek en Yerseke. 
Gorishoek is ook bekend vanwege de fraaie duikstekken.
De buurtschap telt ongeveer 20 huizen, en 3 vakantieparken, en een 2 restaurants. In 2021 is de bouw van Wulpdal, een bungalowpark gericht op de reformatorische gezindte gestart.

Steden: Sint-Maartensdijk · Tholen

Dorpen: Anna Jacobapolder · Oud-Vossemeer · Poortvliet · Scherpenisse · Sint-Annaland · Sint Philipsland · Stavenisse

Buurtschappen: Botshoofd · De Sluis · Gorishoek · Malland · Molenvliet · Molenwerf · Mosselhoek · Onder de Molen · Oud Kerkhof · Oudeland · De Rand · Rijkebuurt · Schoondorp · Steenenkruis · Strijenham · Westkerke

Zeeland: Steden en dorpen in Zeeland      Nederland: Provincies · Gemeenten